# Chrome Dreams
Chrome Dreams (deutsch Verchromte Träume, aber auch Farbige Träume) ist das 44. Studioalbum des kanadischen Rockmusikers Neil Young. Es wurde Anfang 1977 fertiggestellt, jedoch erst am 11. August 2023 veröffentlicht. Zusammen mit den zurückgehaltenen Alben Homegrown (1975) und Hitchhiker (1976) galt Chrome Dreams als „Lost“-Album des Musikers. In Zusammenarbeit mit der Band Crazy Horse entstand der bekannte Titel Like a Hurricane.

## Entstehung
Ursprünglich stand für den Winter 1976/77 die Veröffentlichung einer auf drei Schallplatten angelegten musikalischen Rückschau an. Das Dreifachalbum Decade sollte die Jahre 1966 bis 1976 umfassen und auch Aufnahmen von Buffalo Springfield, Crosby, Stills, Nash & Young sowie der Stills-Young Band enthalten. Young bat sein Management, die Retrospektive um ein Jahr zu verschieben und stattdessen ein Album mit neuen Songs zu veröffentlichen.
Wie viele Alben Youngs entstand Chrome Dreams nicht in einem Guss. Es ist vielmehr eine Zusammenstellung alter und neuer Songs in unterschiedlichen Musiker-Konstellationen. Die Lieder des Albums waren zwischen dem 13. Dezember 1974 (Star of Bethlehem) und dem 6. Februar 1977 (Hold Back the Tears) aufgezeichnet worden. Star of Bethlehem war ursprünglich für das zurückgehaltene Album Homegrown vorgesehen und Sedan Delivery für das Album Zuma. Pocahontas, Captain Kennedy und Powderfinger sollten ursprünglich auf dem zurückgehaltenen Solo-Akustik-Album Hitchhiker erscheinen. Neil Young beschreibt seine damalige Arbeitsweise so:
„Wir spielten das ursprüngliche Pocahontas ein und hielten es zurück. Wir spielten Sedan Delivery ein und hielten es zurück. Mein Song Born to Run wurde aufgenommen, nicht fertiggestellt und zurückgehalten. Ride My Llama wurde komplett fertiggestellt und abgemischt und zurückgehalten. Wir nahmen eine Menge Stücke auf, nur um sie zurückzuhalten …“
Nach Abschluss der Aufnahmen zu Chrome Dreams wurde am 16. März 1977 eine Azetatplatte (eine Referenzplatte, die nur wenige Male abgespielt werden kann) erstellt. Young lud die Musikerin Carole King zu sich nach Hause in Malibu ein und spielte ihr eine Testpressung vor. King reagierte negativ und sagte: „It’s just a bunch of your songs. It’s a demo. This is not a record.“ (Das ist nur ein Haufen Lieder von Dir, eine Demo, das ist keine Platte) Young hielt daraufhin die Platte zurück, doch eine Kopie gelangte als Bootleg in Umlauf. Im Jahr 1992 kam die Platte in Italien das erste Mal als unlizenzierte CD auf den Markt.
Vier der Aufnahmen landeten im Mai 1977 auf der B-Seite des Albums American Stars ’n Bars. Drei weitere Kompositionen kamen auf Rust Never Sleeps (1979) unter, und jeweils eine Komposition ist auf Comes a Time (1978), Hawkes & Dowes (1980), Freedom (1989) und Unplugged (1993) zu hören.
Genau 30 Jahre später, im Oktober 2007, veröffentlichte Young das Album Chrome Dreams II, das keinerlei sonstigen Zusammenhang zum Album Chrome Dreams aufweist.

## Inhalt

### Pocahontas
Pocahontas sollte ursprünglich das Solo-Akustik-Album Hitchhiker aus dem Vorjahr eröffnen. Die Aufnahme datiert ebenso wie Powderfinger und Captain Kennedy auf den 11. August 1976. Aufnahmestudio war das Indigo Ranch Recording Studio von Richard Kaplan in Malibu.

### Will to Love
Das Lied stellt eine Besonderheit in Youngs Schaffen dar. Young bezeichnete es als „in Form und Geist einzig“ und widmete ihm in seiner Autobiografie ein eigenes Kapitel. Das siebenminütige Solostück erzählt aus der Perspektive eines flussaufwärts schwimmenden Lachses. Die musikalische Skizze wurde in der Nacht des 12. März 1976 im Flow-Zustand innerhalb weniger Minuten auf einer Martin-Gitarre komponiert und mit einem Sony-Kassettenrekorder vor dem heimischen Kamin aufgenommen. Young befand sich gerade zwischen zwei Aufnahmesessions zum Stills-Young-Album Long May You Run, entschied sich jedoch, das Lied nicht dafür zu verwenden. Stattdessen erfolgte am 25. April eine Bearbeitung des Demotapes im Indigo Ranch Recording Studio. Der Unterwassersound kam durch den Vibrato-Effekt eines Magnatone-Verstärkers zustande. Durch Overdubs wurden der Originalaufnahme weitere Instrumente wie Vibraphon, E-Bass, Klavier und Schlagzeug sowie eine zweite Gesangsspur hinzugefügt. Will to Love erschien schließlich auf American Stars ’n Bars und wurde auch als Singleauskopplung veröffentlicht. Nach eigenen Angaben hat Young das Lied kein zweites Mal gesungen oder gespielt.

### Star of Bethlehem
Das Stück mit der Countrysängerin Emmylou Harris als Backing vocal war am 13. Dezember 1974 in Nashville eingespielt worden und ursprünglich für das Album Homegrown vorgesehen. Die Aufnahme wurde schließlich auf American Stars ’n Bars veröffentlicht und eröffnet dort die B-Seite. Emmylou Harris übernahm die Aufnahme auf ihrem Album Duets vom Juli 1990.

### Too Far Gone
Das intime Folk-Stück entstand als akustisches Duett mit Young an der Gitarre und Frank „Poncho“ Sampedro an der Mandoline. Es wurde am 5. September 1975 auf der Broken Arrow Ranch aufgenommen. Die Komposition erschien erstmals als rockige Version auf dem Album Freedom (1989).

### Hold Back the Tears
Das Lied wurde am 6. Februar 1977 von Young allein im Indigo Ranch Recording Studio eingespielt und mit Overdubs versehen. Die countryeske Version, die drei Monate später auf American Stars ’n Bars zu hören war, hat eine Strophe weniger.

### Stringman
Der Titel ist eine Hommage an den Arrangeur und Pianisten Jack Nitzsche, mit dem Young seit seinem Debütalbum zusammenarbeitete. Die Aufnahme entstand am 31. März 1976 live im Hammersmith Odeon in London. Young spielte das Stück solo am Klavier und fügte am 1. April 1976 einige Overdubs hinzu. Die Komposition wurde erstmals 1993 auf dem Album Unplugged veröffentlicht.

### Sedan Delivery
Sedan Delivery war am 22. Mai 1975 im Zuge der Zuma-Sessions mit den neuformierten Crazy Horse eingespielt worden. Diese Version ist langsamer als die auf Rust Never Sleeps und hat eine zusätzliche Strophe.

## Artwork
Das Frontcover ziert wie schon das vorangegangene Album Zuma eine Filzstiftzeichnung. Sie stammt vom Rolling-Stones-Gitarristen Ron Wood und zeigt das Heck eines Autos, das auf der rechten Seite in ein Gesicht übergeht. Das über der Stoßstange angebrachte Reserverad verwandelt sich dabei in einen Kopfhörer. Anstelle eines Fahrzeugkennzeichens steht „NEIL“. Signiert ist die Zeichnung mit „Ronnie Wood, Christmas ’76“.
Auf der Albumrückseite sind zwei Titellisten abgedruckt. Links ist eine mit Filzstift geschriebene Titelliste wiedergegeben, die wesentlich von der eigentlichen Reihenfolge abweicht. Darin werden zwei Lieder (Lotta Love und White Line) gelistet, die auf dem finalen Album nicht vorkommen, sondern auf Comes a Time bzw. Homegrown verwendet wurden. Dafür fehlen die Titel Captain Kennedy, Powderfinger und Look Out for My Love. Auf der rechten Seite ist die letztgültige Reihenfolge in Courier-Schrift abgedruckt.
Alternative Seite 1
1. Too Far Gone
2. Will to Love
3. Star of Bethlehem
4. Like a Hurricane
5. Stringman

24:00
Alternative Seite 2
1. Sedan Delivery
2. Lotta Love
3. White Line
4. Hold Back the Tears
5. Homegrown
6. Poco anus [sic!]

24:00

## Titelliste
Seite A
1. Pocahontas – 3:23 *
2. Will to Love – 7:11
3. Star of Bethlehem (mit Emmylou Harris) – 2:43 ***

Seite B
1. Like a Hurricane (mit Crazy Horse) – 8:21
2. Too Far Gone – 3:30 **
3. Hold Back the Tears – 5:15 **
4. Homegrown (mit Crazy Horse) – 2:23

Seite C
1. Captain Kennedy – 2:54 *
2. Stringman – 3:32 **
3. Sedan Delivery (mit Crazy Horse) – 5:21
4. Powderfinger – 3:32 *
5. Look Out for My Love (mit Crazy Horse) – 4:01

Alle Kompositionen sind von Neil Young.
* produziert und abgemischt von David Briggs
** produziert von David Briggs und Neil Young
*** produziert von Elliot Mazer

## Mitwirkende
- Neil Young: Gesang, Gitarre (akustisch, elektrisch), Klavier, Mundharmonika

Crazy Horse
- Frank Sampedro: Gitarre
- Billy Talbot: E-Bass
- Ralph Molina: Schlagzeug

nur bei Star of Bethlehem
- Emmylou Harris: Gesang
- Ben Keith: Dobro
- Tim Drummond: E-Bass
- Karl T. Himmel: Schlagzeug

Technisches Personal
- Produzenten: Neil Young & David Briggs mit Tim Mulligan & Elliot Mazer
- Toningenieur: Richard Kaplan (Besitzer des Indigo Ranch Recording Studios in Malibu)
- Covergestaltung: Ron Wood

## Rezeption

### Rezensionen
Der Journalist Arno Frank schrieb im Spiegel: „Überhaupt klingt Chrome Dreams, als lägen Folk, Country und Rock gemeinsam auf einer Wiese, um bekifft in die Sterne zu gucken. Ein psychedelischer Eindruck, zu dem auch die Texte ihren Teil beitragen.“
Der Musikjournalist Detlef Diederichsen stellt in der taz die Frage: „Nicht mehr lost, aber ist es great?“ Diederichsen befindet, das Album sei frei von Überraschungen, liefere aber einen prototypischen Neil Young mit einigen seiner berühmtesten Songs und habe durchaus Best-of-Qualität: „Dies ist Neil Young at his neilyoungest“.

### Charts und Chartplatzierungen
| ChartsChartplatzierungen       | Höchstplatzierung | Wochen |
| ------------------------------ | ----------------- | ------ |
| Deutschland (GfK)              | 4 (4 Wo.)         | 4      |
| Österreich (Ö3)                | 14 (1 Wo.)        | 1      |
| Schweiz (IFPI)                 | 4 (3 Wo.)         | 3      |
| Vereinigtes Königreich (OCC)   | 56 (1 Wo.)        | 1      |
| Vereinigte Staaten (Billboard) | 186 (1 Wo.)       | 1      |